# 笠戸大橋
笠戸大橋（かさどおおはし）は、山口県下松市の笠戸湾（徳山下松港）に架かる山口県道174号笠戸島公園線の橋長476.2 m（メートル）のランガートラス橋。下松市州鼻と笠戸島を結ぶ。

## 概要
中央径間の深紅に塗装された美しい橋で、下松市のシンボルともなっている。
この橋の完成とともに、上水道が島へ通じて生活環境が改善したほか、笠戸ドック（完成当時はUBE系列の造船会社）や漁業中心であった島の産業に加え、ハーブ栽培や観光の産業も発達した。
- 形式 - 鋼ランガートラス橋・ PC単純T桁橋
- 橋格 - 1等橋（TL-20）
- 橋長 - 476.200 m
  - ランガートラス部 - 156.200 m
    - 支間長 - 155.200 m
- 幅員
  - 総幅員 - 8.500 m
  - 有効幅員 - 7.500 m
  - 車道 - 6.000 m
  - 歩道 - 両側0.750 m
- 総鋼重 - 532.486 t
- 床版 - 鉄筋コンクリート
- 施工 - 富士車輌（ランガートラス部）
- 架設工法 - ケーブルエレクション工法